# Katedra metropolitalna Matki Boskiej Wniebowziętej w Asunción
Katedra metropolitalna Matki Boskiej Wniebowziętej (hiszp. Catedral Metropolitana de Nuestra Señora de la Asunción) – świątynia rzymskokatolicka w mieście Asunción, stolicy Paragwaju. Siedziba archidiecezji Asunción.

## Historia
Budowę kościoła rozpoczęto w 1539 roku. Spłonął podczas wielkiego pożaru miasta w 1543, odbudowano go w 1548 pod nadzorem Álvara Núñeza Cabezy de Vacy. W 1689 roku konsekrowano kolejną budowlę, ta jednak znajdowała się w innym miejscu niż dwie poprzednie, ponieważ wcześniejszej świątyni groziło zalanie wodami Bahía de Asunción. W 1842 na rozkaz prezydenta Carlosa Antoniego Lópeza katedrę ponownie zburzono, by wznieść obecną budowlę z dwiema dzwonnicami. 27 października 1845 odbyła się konsekracja nieukończonej jeszcze katedry. 

## Architektura
Świątynia neoklasycystyczna, trójnawowa, długa na 80 m, szeroka na 32 m. Fasada kościoła jest ozdobiona trzema portalami oraz dwiema wieżami po obu jej stronach. 

## Galeria

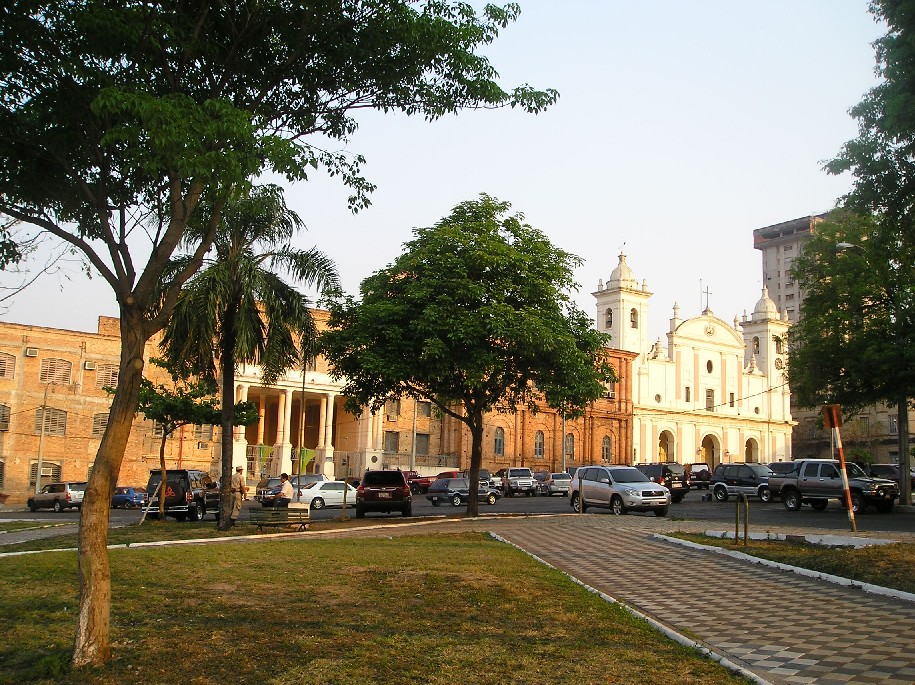
Widok z północy
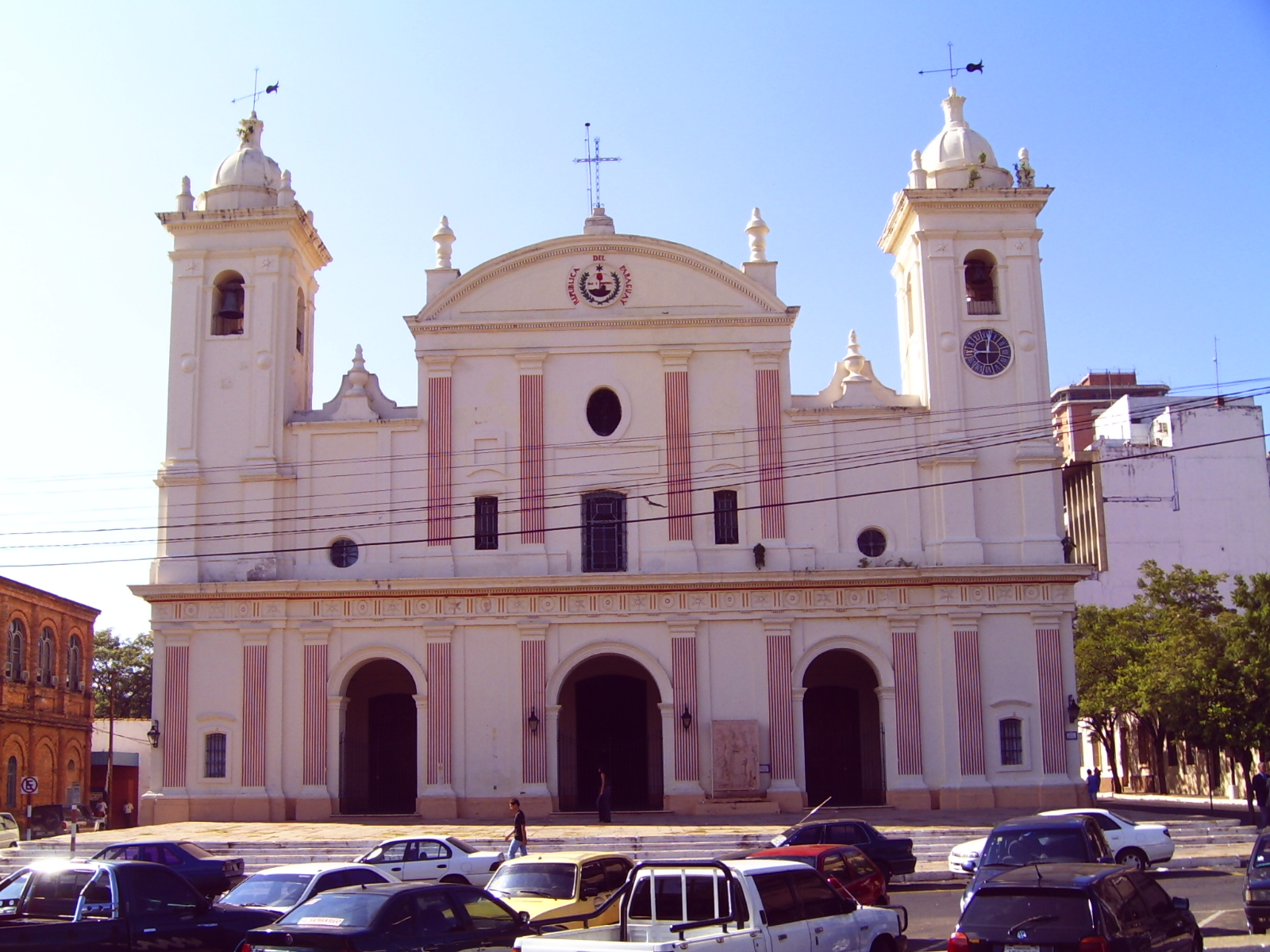
Fasada katedry
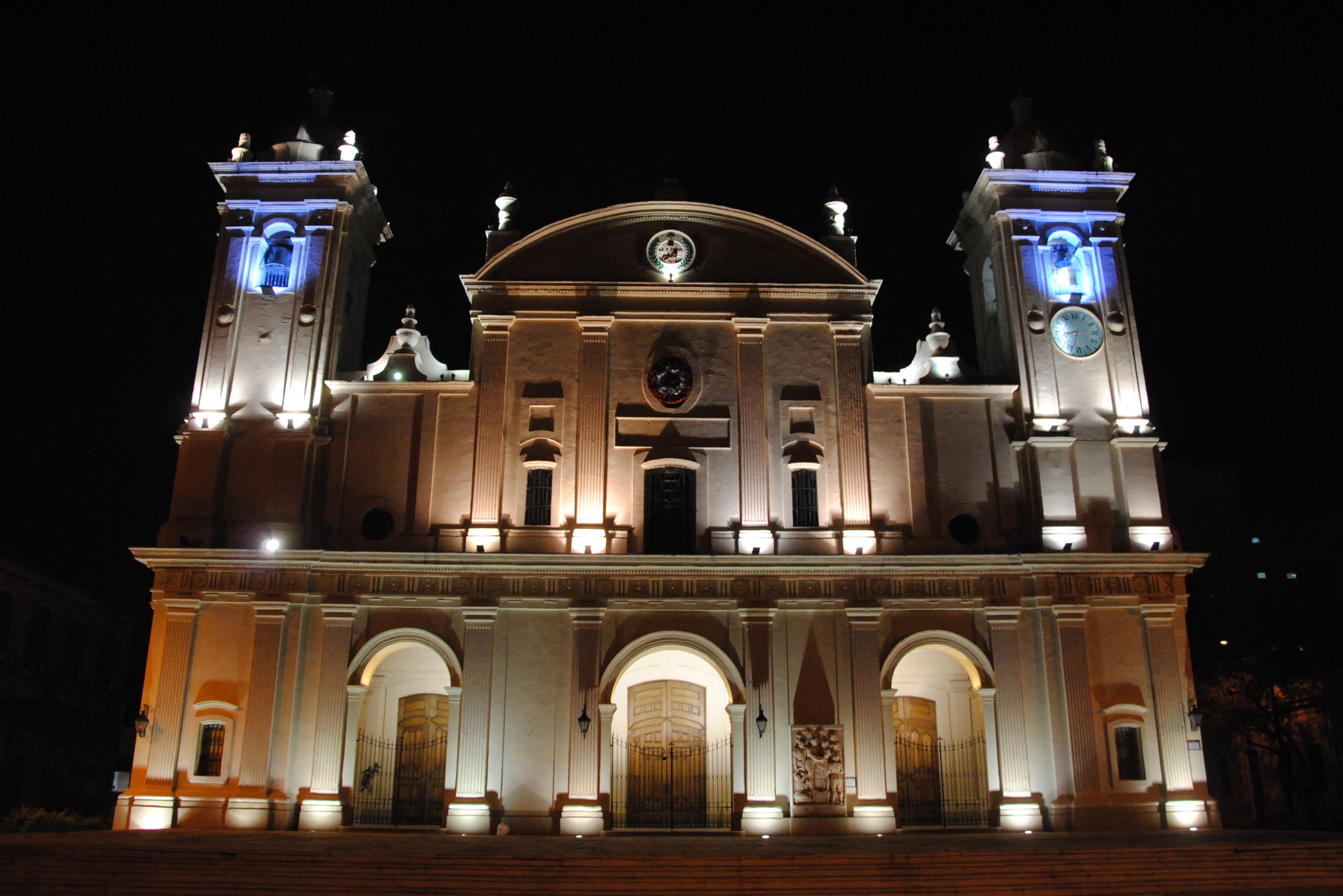
Nocą